# Drowning (песня Crazy Town)
«Drowning» (с англ. — «Тону») — песня американской рэп-рок группы Crazy Town, вышедшая как первый сингл со второго студийного альбома Darkhorse.

## Список композиций
Австралия Maxi-single
| №  | Название                         | Длительность |
| -- | -------------------------------- | ------------ |
| 1. | «Drowning» (Album Version)       | 3:19         |
| 2. | «Drowning» (Crazy Town Remix)    | 3:34         |
| 3. | «Drowning» (John O Suicide Mix)  | 3:48         |
| 4. | «Suck on My Gun» (Album Version) | 3:35         |

Великобританя Maxi-single
| №  | Название                    | Длительность |
| -- | --------------------------- | ------------ |
| 1. | «Drowning» (Album Version)  | 3:19         |
| 2. | «Deja Vu» (Album Version)   | 2:41         |
| 3. | «Butterfly» (Album Version) | 3:36         |

Германия Maxi-single
| №  | Название                         | Длительность |
| -- | -------------------------------- | ------------ |
| 1. | «Drowning» (Album Version)       | 3:19         |
| 2. | «Drowning» (Crazy Town Remix)    | 3:34         |
| 3. | «Revolving Door» (Live Version)  | 3:36         |
| 4. | «Suck on My Gun» (Album Version) | 3:35         |
| 5. | «Drowning» (Video Version)       | 3:18         |

## Позиции в чартах
| Чарт (2002)                       | Высшая позиция |
| --------------------------------- | -------------- |
| Австрия (Ö3 Austria Top 40)       | 45             |
| Германия (GfK)                    | 45             |
| Великобритания (UK Singles Chart) | 50             |
| США Alternative Songs (Billboard) | 24             |
| США Mainstream Rock (Billboard)   | 24             |

## Участники записи
- Брет Мазур — ведущий вокал, клавишные
- Сет Бинзер — ведущий вокал
- Крейг Тайлер — гитара, бэк-вокал
- Энтони Валли — гитара
- Дуг Миллер — бас-гитара
- Кайл Холлингер — барабаны